# Neckarhausen (Nürtingen)
Neckarhausen ist ein Stadtteil der Großen Kreisstadt Nürtingen im Landkreis Esslingen in Baden-Württemberg.

## Geographische Lage
Neckarhausen befindet sich in einer Höhenlage von durchschnittlich 288 m ü. NN etwa zwei Kilometer südwestlich von Nürtingen, größtenteils am linken Neckarufer. Die Markungsfläche beträgt 606 ha. Der höchste Punkt befindet sich bei 372 m ü. NN am Wasserhochbehälter Auf Hochen.

### Nachbargemeinden
Folgende Städte und Gemeinden grenzen an Neckarhausen, sie werden im Uhrzeigersinn genannt: Nürtingen im Norden, Osten und Süden, Neckartailfingen im Westen und Aichtal im Südwesten.

## Geschichte

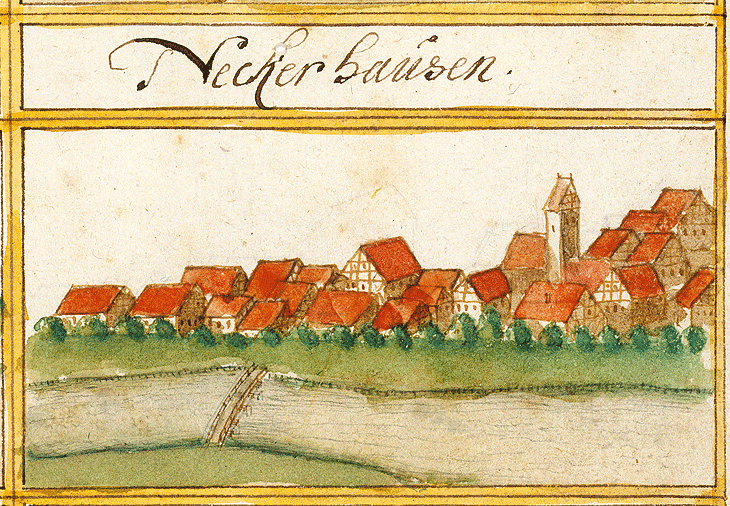
Neckarhausen 1683, Forstlagerbuch von Andreas Kieser

Schon die Römerstraße von Rottenburg bis nach Köngen führte durch Neckarhausen. Ein römischer Gutshof stand im Gewand Schlossgarten am rechten Talhang des Neckars. Neckarhausen wurde vermutlich um 500 bis 700 n. Chr. von Nürtingen aus angelegt.
Die erste urkundliche Erwähnung stammt aus dem Jahr 1284. Bis ins 15. Jahrhundert hieß der Ort meist nur Husen oder Husen bei Nürtingen. Erstmals 1366 findet sich dann die Bezeichnung Neckerhusen. In der zweiten Hälfte des 13. Jahrhunderts kam Neckarhausen zusammen mit Nürtingen an Württemberg. Als älteste geistliche Grundherrschaft ist das Kloster Salmannsweiler (Salem) nachgewiesen. Bereits 1284 verkaufte ein Bertold von Neuffen seine beiden Fischwasser in Neckarhausen an dieses Kloster.
Am 1. Oktober 1974 wurde die ehemals selbständige Gemeinde Neckarhausen in die Stadt Nürtingen eingegliedert.

## Politik
Dem 12-köpfigen Ortschaftsrat steht als hauptamtlicher Ortsvorsteher Felix Doll vor.

### Wappen
Blasonierung: In durch einen blauen Wellenbalken geteiltem Schild oben in Silber eine gestürzte blaue Pflugschar, unten in Gold ein rotes Haus. Die Pflugschar wurde schon früher im Gemeindesiegel geführt. Der Wellenbalken weist auf den Neckar hin. Das Wappen wurde 1927 angenommen. Die Ortsfarben sind weiß und gelb. Neckarhausen wird 1284 erstmals als Husem am Neckar urkundlich erwähnt.

### Einwohnerentwicklung
bis zur Eingemeindung nach Nürtingen.
Die nachstehenden Einwohnerzahlen sind Volkszählungsergebnisse.
| Stichtag           | Einwohnerzahl |
| ------------------ | ------------- |
| 1. Dezember 1852   | 991           |
| 1. Dezember 1871   | 976           |
| 1. Dezember 1900   | 1183          |
| 17. Mai 1939       | 1510          |
| 13. September 1950 | 2124          |
| 6. Juni 1961       | 2432          |
| 27. Mai 1970       | 2876          |

## Verkehr
Die Bundesstraße 297 von Tübingen nach Schwäbisch Gmünd verläuft entlang des Neckars durch den Ort. Daneben besteht über eine Kreisstraße eine Verbindung nach Raidwangen.

## Öffentliche Einrichtungen
Der Ort verfügt über drei Kindergärten, eine Grundschule (Anna-Haag-Schule) mit Schulturnhalle und eine Zweigstelle der Stadtbücherei Nürtingen. Mit der Beutwanghalle steht eine Sport- und Festhalle zur Verfügung.

## Vereine
- Die Frauenfußballmannschaft des TB Neckarhausen spielt in der Oberliga Baden-Württemberg.

## Persönlichkeiten
- Erwin Waldner (1933–2015), Fußballnationalspieler, wurde in Neckarhausen geboren
- Felix Tausch (* 1976), Richter, wuchs in Neckarhausen auf und war später Mitglied des Ortschaftsrats